# Copa Antonio Labán - Santiago 1994
La Copa Antonio Labán - Santiago 1994 fue un torneo amistoso internacional de fútbol, disputado en la ciudad de Santiago, organizado por el Colo-Colo. Su realización tuvo como objeto rendir homenaje a su expresidente (1953 a 1962), don Antonio Labán Numán.
Se disputó en el Estadio Monumental de Santiago en el mes de febrero de 1994 y contó con la participación de los equipos Barcelona de Ecuador, Universitario de Perú, y Gimnasia y Tiro de Salta, Argentina, además del organizador.   
El conjunto ecuatoriano Barcelona se tituló campeón del torneo.  

## Datos de los equipos participantes
| Equipo          | Calidad                                                              |
| --------------- | -------------------------------------------------------------------- |
| Colo-Colo       | Anfitrión y campeón de la Primera División de Chile 1993.            |
| Universitario   | Invitado y campeón de la Primera División de Perú 1993.              |
| Barcelona       | Invitado y subcampeón de la Primera División de Ecuador 1993.        |
| Gimnasia y Tiro | Invitado y decimosexto lugar en el Torneo Apertura 1993 (Argentina). |

### Modalidad
El torneo se jugó en una sola rueda de tres fechas, en jornada doble, bajo el sistema de todos contra todos, resultando campeón aquel equipo que acumulase más puntos en la tabla de posiciones.

## Partidos

### Primera fecha
| 16 de febrero de 1994 | Barcelona   | 1:0 | Gimnasia y Tiro | Estadio Monumental (Chile), Santiago                      |                                                           |
|                       | Alcíbar 43' |     |                 | Asistencia: 10.995 espectadores Árbitro(s): Iván Guerrero | Asistencia: 10.995 espectadores Árbitro(s): Iván Guerrero |

| 16 de febrero de 1994 | Colo-Colo                                | 2:0 | Universitario | Estadio Monumental (Chile), Santiago                       |                                                            |
|                       | Toninho 77' (pen.) · Aníbal González 85' |     |               | Asistencia: 10.995 espectadores Árbitro(s): Eduardo Gamboa | Asistencia: 10.995 espectadores Árbitro(s): Eduardo Gamboa |

### Segunda fecha
| 19 de febrero de 1994 | Barcelona                                   | 3:2 | Universitario           | Estadio Monumental (Chile), Santiago                                       |                                                                            |
|                       | Alfaro Moreno 26' · Insúa 74' · Delgado 86' |     | Silva 65' · Dulanto 78' | Asistencia: 10.000 aproximadamente espectadores Árbitro(s): Néstor Mondría | Asistencia: 10.000 aproximadamente espectadores Árbitro(s): Néstor Mondría |

| 19 de febrero de 1994 | Colo-Colo | 0:1 | Gimnasia y Tiro | Estadio Monumental (Chile), Santiago                                      |                                                                           |
|                       |           |     | Amaya 49'       | Asistencia: 10.000 aproximadamente espectadores Árbitro(s): Mario Sánchez | Asistencia: 10.000 aproximadamente espectadores Árbitro(s): Mario Sánchez |

### Tercera fecha
| 21 de febrero de 1994 | Universitario                                  | 4:0 | Gimnasia y Tiro | Estadio Monumental (Chile), Santiago                                         |                                                                              |
|                       | Maldonado 12', 63' · Silva 15' · Rodríguez 88' |     |                 | Asistencia: 8.000 aproximadamente espectadores Árbitro(s): Rafael Hormazábal | Asistencia: 8.000 aproximadamente espectadores Árbitro(s): Rafael Hormazábal |

| 21 de febrero de 1994 | Colo-Colo                    | 2:2 | Barcelona                | Estadio Monumental (Chile), Santiago                                     |                                                                          |
|                       | Hugo Rubio 19' · Toninho 87' |     | Avilés 81' · Delgado 89' | Asistencia: 8.000 aproximadamente espectadores Árbitro(s): Iván Guerrero | Asistencia: 8.000 aproximadamente espectadores Árbitro(s): Iván Guerrero |

## Tabla de posiciones
| Pos | Equipo          | PJ | PG | PE | PP | GF | GC | Dif | Pts |
| --- | --------------- | -- | -- | -- | -- | -- | -- | --- | --- |
| 1   | Barcelona       | 3  | 2  | 1  | 0  | 6  | 4  | 2   | 5   |
| 2   | Colo-Colo       | 3  | 1  | 1  | 1  | 4  | 3  | 1   | 3   |
| 3   | Universitario   | 3  | 1  | 0  | 2  | 6  | 5  | 1   | 2   |
| 4   | Gimnasia y Tiro | 3  | 1  | 0  | 2  | 1  | 5  | -4  | 2   |

PJ=Partidos jugados; PG=Partidos ganados; PE=Partidos empatados; PP=Partidos perdidos; GF=Goles a favor; GC=Goles en contra; Dif=Diferencia de gol; Pts=Puntos
|  | Campeón |

## Campeón
| Ecuador   |
| Barcelona |